# Roklum
Roklum település Németországban, azon belül Alsó-Szászország tartományban. Lakosainak száma 429 fő (2023. december 31.). Roklum Hedeper és Winnigstedt községekkel határos.

## Népesség
A település népességének változása:
| Lakosok száma | 444  | 443  | 435  | 433  | 436  | 435  | 429  |
|               | 2015 | 2016 | 2017 | 2019 | 2021 | 2022 | 2023 |